# Austrognatharia australis
Austrognatharia australis är en djurart som tillhör fylumet käkmaskar, och som beskrevs av Wolfgang Sterrer 2006. Austrognatharia australis ingår i släktet Austrognatharia och familjen Austrognathiidae. Inga underarter finns listade i Catalogue of Life.